# Henrik Hielmstierne
Henrik (de) Hielmstierne, född den 1 januari 1715, död den 18 juli 1780, var en dansk ämbetsman och mecenat.
Hielmstierne avlade teologisk examen 1736 samt blev 1738 sekreterare i danska kansliet, 1744 assessor och 1776 justitiarius i Höjesteret. Han adlades 1747 (förut hette han Henrichsen) och blev geheimeråd 1777.
Hielmstierne var en ivrig boksamlare och en vän av historien, vars idkare han gärna understödde, blev 1742 sekreterare och 1776 preses i Videnskabernes selskab.
Hans utmärkta samling av danska böcker och handskrifter överlämnades 1807 av hans måg greve Rosencrone till det stora kungliga biblioteket, av vilket den utgör en särskild avdelning.
1809 grundades Den Hielmstierne-Rosencroneske Stiftelse, omfattande stora legat till främjande av vetenskapliga och filantropiska ändamål dels i Danmark, dels i Norge. 1907 var stiftelsens kapitalbehållning 2 440 000 kronor.